# Prado de la Guzpeña (kommun)
Prado de la Guzpeña är en kommun i Spanien.   Den ligger i provinsen Provincia de León och regionen Kastilien och Leon, i den norra delen av landet, 280 km norr om huvudstaden Madrid. Antalet invånare är 138.